# Esther González (nuotatrice)
Esther González Medina (Torreón, 26 giugno 1995) è una nuotatrice messicana, specialista in rana dove compete nelle specialità dei 100 e 200 m.

## Carriera
Ha rappresentato il Messico nei 200 m rana femminili ai campionati mondiali di nuoto di Barcellona 2013 e Budapest 2017, in entrambe le edizioni fallendo la qualificazione alla fase finale, inoltre, sempre a Budapest 2017, è stata staffettista nei 4x100 metri misti femminile.